# Korte Marnixstraat
De Korte Marnixstraat is een straat in Amsterdam-Centrum, Haarlemmerbuurt. Alle gebouwen behalve nummer 4 zijn gemeentelijk monument.

## Ligging en geschiedenis
De Korte Marnixstraat kreeg per raadsbesluit van 17 januari 1894 haar naam. Ze werd toen direct vernoemd naar de Marnixstraat waarop ze aansluit en indirect dus naar Filips van Marnix van Sint-Aldegonde. In hetzelfde gemeenteoverleg kreeg ook de Korte Marnixkade in het verlengde van de Marnixkade haar naam. Zo lang als de straat (bijna 2,5 kilometer) is, zo kort is de Korte Marnixstraat (70 meter). Het straatje ligt tussen de brug Bullebak over de Brouwersgracht en het Haarlemmerplein. 
Vanuit het oosten mondde jarenlang de Schapensteeg uit op de Korte Marnixstraat. In 1909 kreeg de steeg een nieuwe naam: Korte Wagenstraat.

## Gebouwen
In de 19e eeuw was er ten noorden van de Bullebak wel bebouwing, maar de Marnixstraat liep over de brug gewoon door het Haarlemmerplein op. Tekenaar Johan George Lodewijk Rieke legde de situatie rond 1866 nog vast. In 1900 kwam schilder Herman Misset langs en legde de oneven kant tweemaal vast (recht voor de gevel en schuin op de gevel vanaf het Haarlemmerplein. De bebouwing bestond uit panden die sterk doen denken aan grachtenpanden met hals- en topgevels steevast afgesloten door middel van opslagruimten (de luiken) met hijsbalk. De gebouwtjes zien er enigszins gammel uit. Ook toen waren er bedrijven gevestigd (nr. 1: Herstelplaats van rijwielen, emailleren en vernikkelen, nr. 3 Melkslijterij, nr. 5 Tapperij en slijterij de Hoop en nr. 7 Hoef en rijtuigensmederij Slesker). In 1905 kwam de schilder opnieuw langs.
In de 21e eeuw lopen de huisnummers op van 2 tot en met 18 (even) en 1 tot en met 7 (oneven). Alle gebouwen aan de oneven kant zijn gemeentelijk monument, dat geldt ook voor het merendeel van de gebouwen aan de even kant. Opmerkelijk is het verschil tussen de bouwblokken. De oneven kant lijkt vanuit het zuiden gezien los te staan van de omringende bebouwing, terwijl die oorspronkelijk veel ouder is. De even kant ziet er uit als grootstedelijk gesloten bouwblok (met Korte Marnixkade en Haarlemmerplein).

### Gebouwen oneven
Het is grotendeels het werk van aannemers- en timmerbedrijf Willem Jacob Appel, ter herkennen aan de erkers:
- Korte Marnixstraat 1 uit 1901; gemeentelijke monument 211019 sinds 5 september 2006; winkel- en woonruimte ontworpen door W.J. Appel
- Korte Marnixstraat 3 uit 1901; gemeentelijk monument 211020 sinds 5 september 2006, winkel- en woonruimte gebouwd in opdracht van ondernemer Johannes Zegger, wellicht een zelfontwerp; eerste steen gelegd door zoon Johannes Nicolaas Zegger in maart 1901 negen jaar oud; de begane grond kent in de afwerking (geel en groen geëmailleerde baksteen; sierwerk onder de ontlastingsbogen) enige invloeden van de art nouveau; opvallend gebouw nr 3. heeft balkons; huisnummer 1, 5 en 7 erkers.
- Korte Marnixstraat 5 uit 1900; gemeentelijk monument 211021 sinds 5 september 2006; bedrijfs- en woonruimte van familie Slisser (pseudoniem Slesker); ontwerp W,J.Appel
- Korte Marnixstraat 7 uit 1900; gemeentelijk monument 211023 sinds 5 september 2006; bedrijfs- en woonruimte van familie Slisser; ontwerp W.J. Appel

De gebouwen waren in de jaren negentig van de 20e eeuw in handen van Woningbedrijf Amsterdam, die ze liet renoveren door Willem van Gils (CASA)

### Gebouwen even
- Korte Marnixstraat 2 uit 1894; bedrijfs- en woongebouw; gemeentelijk monument 207005 sinds 4 oktober 2005; ontwerp van W.J. Appel, samengetrokken met Haarlemmerplein 31
- Korte Marnixstraat 4, geen monument
- Korte Marnixstraat 6-10; symmetrisch blokje van drie panden uit 1894 met chaletachtige afdak en lichtkoepels; gemeentelijk monument 211022 sinds 5 september 2006
- Korte Marnixstraat 12-18 uit 1893; grootste bouwblok aan de straat en ook om de hoek aan de Korte Marnixkade; gemeentelijk monument 212016 sinds 14 november 2006; ook dit blok is gerenoveerd onder leiding van Willem van Gils.[1]

## Kunst
De straat is te druk en heeft met smalle trottoirs geen plaats voor kunst in de openbare ruimte. Toch zijn er twee beeldhouwwerkjes te zien in de vorm van reliëfs in de staanders van Korte Marnixstraat 7. Het wijst met hoefijzer en –gereedschap naar het voormalig gebruik van dit gebouw (rijtuigen).

## Afbeeldingen

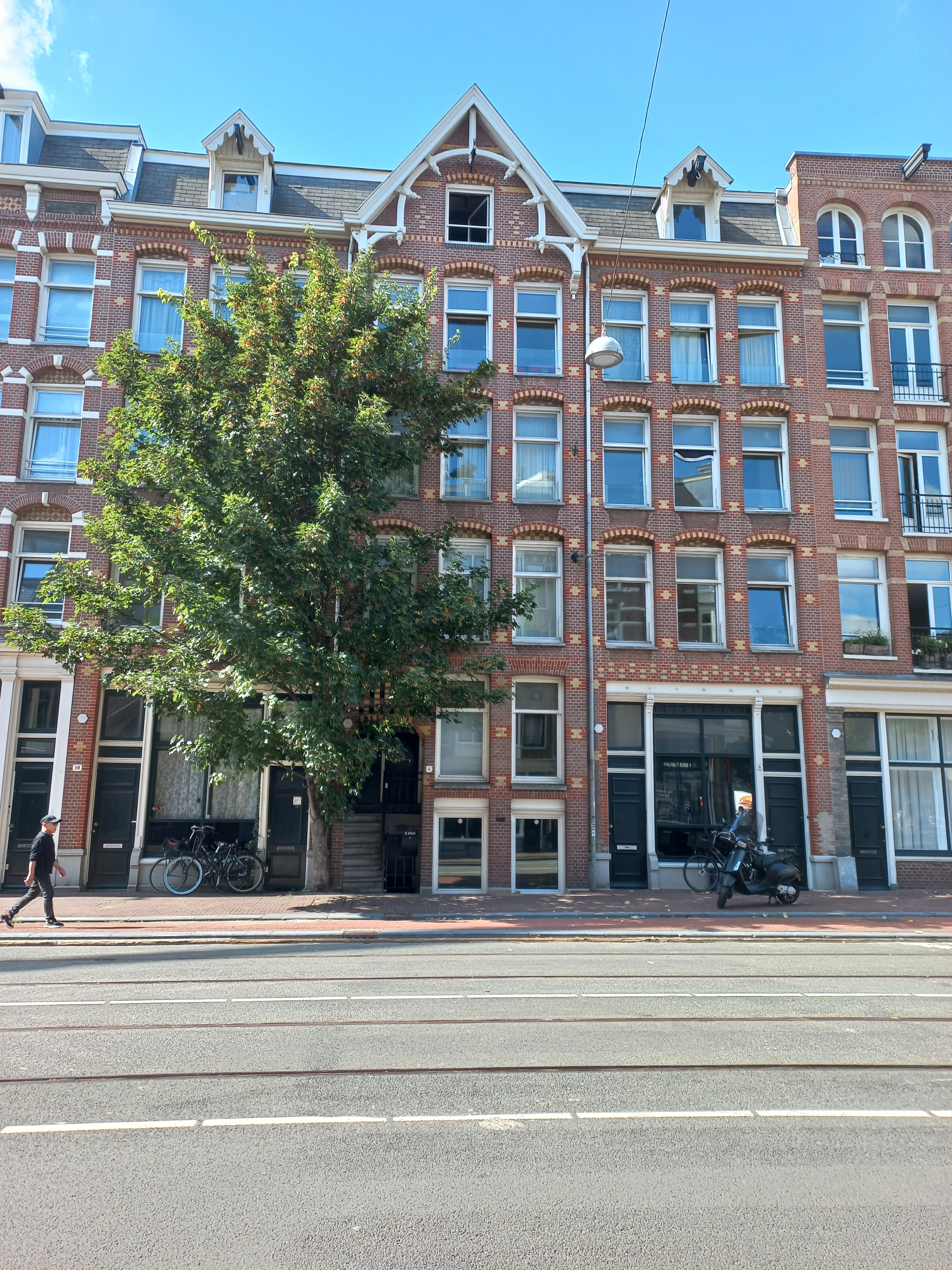
Korte Marnixstraat 6-10 (september 2022)
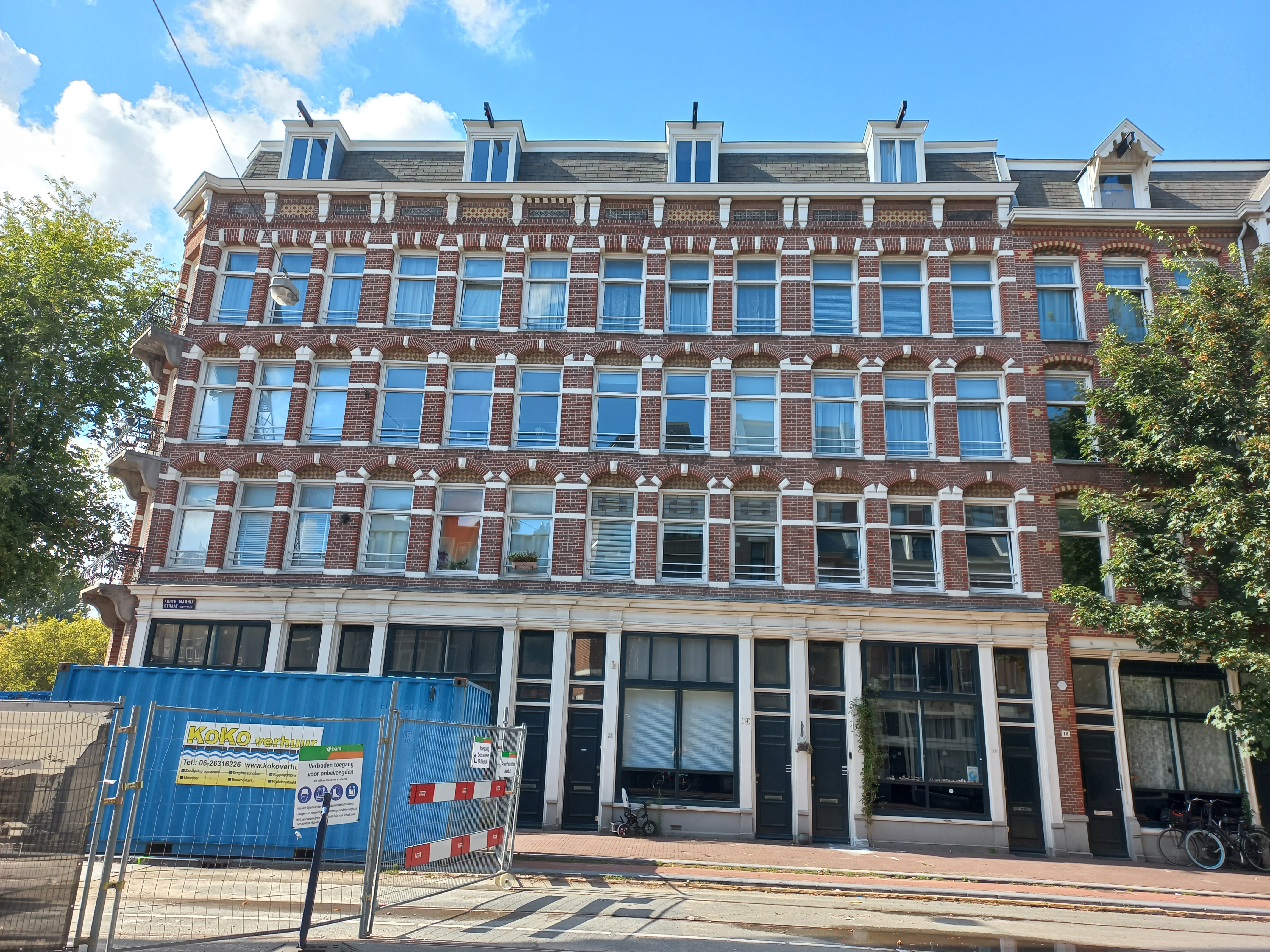
Korte Marnixstraat 12-18 (september 2022)
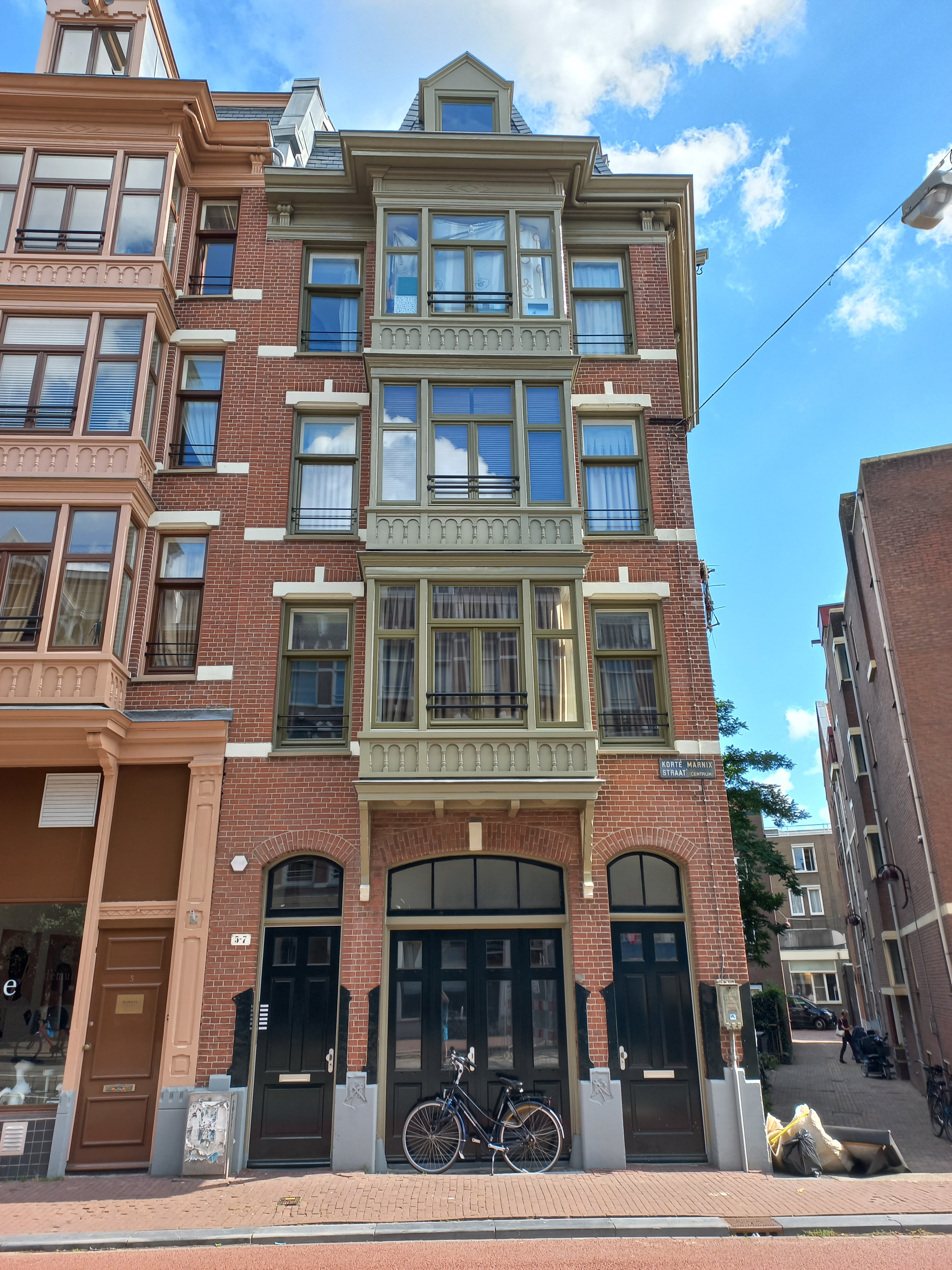
Korte Marnixstraat 7 met reliëfs in de plint (september 2022)